# Die letzte Party deines Lebens
Die letzte Party deines Lebens ist ein österreichischer Spielfilm von Dominik Hartl aus dem Jahr 2018. Der Film kam am 23. März 2018 in die österreichischen Kinos. Die Premierentour in den Bundesländern erfolgte vom 15. bis zum 24. März 2018. Auf der Diagonale wurde der Film am 17. März 2018 gezeigt. Die ORF-Erstausstrahlung war am 26. Juli 2020.

## Handlung
Nach absolvierter Matura fahren Julia und ihre Schulkollegen wie auch tausende andere Maturanten auf Maturareise auf eine Insel in Kroatien. Eigentlich soll es die beste Party ihres Lebens werden. Allerdings kommt es zwischen Julia und ihrer Freundin Jessie zum Streit, Jessie verschwindet daraufhin beleidigt in die Nacht. 
Julia wacht am nächsten Tag mit einem Kater auf; von Jessie, mit der sie das Hotelzimmer teilt, findet sich keine Spur. Denise bekommt eine Nachricht von Jessie, alles scheint in Ordnung zu sein. Aber bald darauf liegt Denise tot mitten im Partygetümmel nachdem sie auf ein Dach gelockt, dort von einem Vermummten angegriffen wird und beim Versuch, am Gerüst einer Leuchtreklametafel herunterzuklettern, abstürzt. Während der Veranstalter von einem schrecklichen Unfall spricht und die grölende Masse ausgelassen weiterfeiert, sucht Julia verzweifelt nach ihrer Freundin. Über Snapchat erhält sie ein Foto von Jessica, auf dem ihr Gesicht ausgekratzt ist und geht zur Polizei, die das Verschwinden jedoch nicht ernst nimmt. Luki will nach dem Geschehen mit der Fähre die Insel verlassen. Als er allein am Steg wartet, wird er jedoch von einem Vermummten angegriffen. Dieser hält ihn in einem verfallenen Fabrikgebäude fest und zeigt ihm ein Handyvideo von einer Party mit Anna. Er beteuert, nichts gemacht zu haben, doch der Entführer tötet ihn. Sein Verschwinden bleibt unbemerkt, da alle annehmen, dass er abgereist ist. 
Julia und Bogi gehen in der Nacht an den Steg und finden dort Jessies Leiche. Die Polizei beginnt mit Ermittlungen und Julia kommt der Verdacht, dass auch Luki etwas zugestoßen ist. Bald darauf erhält sie auch ein Foto von Luki, auf dem sein Gesicht ausgekratzt ist. Da die Bilder sich selbst löschen, stellt sie diese mithilfe ihres Klassenkameraden Cheesy wieder her. Dieser wird übergriffig und Julia flieht vor ihm ins Foyer und beschuldigt ihn, der Mörder von Jessie und Denise zu sein. Die Polizei verhaftet Cheesy daraufhin, der die Täterschaft vehement bestreitet. In seinem Zimmer findet die Polizei jedoch die Handys von Luki, Denise und Jessie. Julia, Carmen und Lexi erkennen jedoch anhand des geschickten Fotos, dass Cheesy nicht der Täter sein kann. Sie finden heraus, dass das Foto bei der Sportwoche vor zwei Jahren aufgenommen wurde. Im Hintergrund bemerken sie Anna und finden über ihre Facebookseite heraus, dass sich diese kurz darauf selbst getötet hat und Samy immer noch mit ihr befreundet ist. Felix, Jakob und Leo erkennen inzwischen, dass das Handy Cheesy untergeschoben wurde und Samy der Täter ist. Als dieser an die Tür der Mädchen klopft, klettern diese aus dem Fenster. Samy folgt ihnen über die Feuertreppe. Lexi informiert Leo über ihre Erkenntnisse und bittet ihn die Party zu stoppen. Leo bringt Lexi auf sein Zimmer. Diese soll dort warten, während er die Polizei angeblich über Samy informiert. Lexi entdeckt jedoch im Zimmer Annas Tagebuch und erfährt so die ganze Wahrheit. Als sie das Zimmer verlässt, wird sie von Leo gesehen, der sie verfolgt. Bogi trifft auf Julia und Carmen und bringt sie zu Jakob in die Disco. Dorthin ist auch Lexi hingerannt, wird von den anderen jedoch nicht bemerkt. Jakob und Leo nehmen in der Disco Blickkontakt auf und gehen dann in die Menschenmenge. Dort ersticht Leo Lexi. Als ihre am Boden liegende Leiche bemerkt wird, fliehen die Besucher in Panik aus der Disco. 
Jakob nimmt Julia und Bogi in seinem Auto mit und bietet ihnen Wasser an. Dieses ist jedoch mit Schlafmittel versetzt und die beiden verlieren das Bewusstsein. Er bringt sie in eine verlassene Lagerhalle. Dort beteuert Leo, dass ihm der Mord an Lexi leid tut, sie ihn aber durch ihr Herumschnüffeln dazu gezwungen hätte. Er zeigt ihnen nun das ganze Video von Anna, auf dem sie Wahrheit oder Pflicht spielen. Leo offenbart ihnen nun, dass er der Bruder von Anna ist. Er dreht nun die Flasche und sticht Bogi, als er meint, ihn beim Lügen erwischt zu haben, ein Messer in den Rücken. Leo erzählt nun, dass sich Anna umgebracht hat, weil sie von Andi und Jakob vergewaltigt wurde. Die beiden beschuldigen sich gegenseitig, die Initiative dazu gehabt zu haben. Leo drückt nun Andi eine Flasche in die gefesselten Hände und schiebt diese Jakob in den Hintern. Julia kann inzwischen mit einer Scherbe ihre Fesseln aus Klebeband auftrennen. Leo wirft Andi und Jakob inzwischen in eine Vertiefung in dem Gelände. Leo wirft Julia vor, Anna ignoriert zu haben. Als diese nach der Vergewaltigung aus dem Zimmer kam, waren die anderen gerade dabei ein Selfie aufzunehmen. Leo wirft ihnen vor, die Party für wichtiger als seine Schwester gehalten zu haben. Er verspricht Julia, sie freizulassen, wenn sie Andi und Jakob begräbt. Diese reißt ihre Hände los und greift ihn mit der Schaufel an, doch er kann den Angriff abwehren und schaufelt nun selbst Steine in die Grube. Er erzählt, dass er seine Schwester mit aufgeschnittenen Pulsadern fand und erst verstand, was passiert war, als er ihr Tagebuch fand. Bogi ist inzwischen wieder zu sich gekommen und schlägt Leo mit einer Flasche nieder, ehe er wieder zu Boden fällt. Leo stürzt dabei in die Grube. Julia kann mit einer der Glasscherben der Flasche ihre Fesseln durchtrennen und aus der Grube klettern. Als Leo wieder zu sich kommt, versucht er sie zu packen und sie rammt ihm in Notwehr die Scherbe in den Hals. Leo stirbt und sein Körper bleibt auf Andi und Jakob liegen. Inzwischen trifft Samy in der Fabrik ein. Julia fragt ihn, was er mit Leo zu tun habe und er offenbart, dass dieser ihn bat, ihnen nichts von Annas Tod zu erzählen und Dinge über die Klasse wissen wollte. Er zieht Julia heraus und sie bringen Bogi ins Krankenhaus. Cheesy wird wenig später freigelassen. Bis auf den immer noch vermissten Luki, reisen die Schüler dann ab, Andi und Jakob im Gewahrsam der Polizei. Als die Schüler das Boot betreten, sieht man am Grund des Hafenbeckens Lukis Leiche mit der Flasche im Mund liegen.

## Produktion
Die Dreharbeiten fanden im Juni und Juli 2017 in Kroatien, Wien und Niederösterreich statt. Drehorte waren unter anderem Novigrad und Poreč.
Unterstützt wurde die Produktion vom Österreichischen Filminstitut, dem Filmfonds Wien, Filmstandort Austria (FISA) und dem Land Niederösterreich. Beteiligt war der Österreichische Rundfunk, produziert wurde der Film von der österreichischen Gebhardt Productions. 
Für den Ton zeichneten Axel Traun und Joe Knauer verantwortlich, für das Kostümbild Monika Buttinger und für das Szenenbild Hannes Salat und Pia Jaros.
Nach Beautiful Girl (2015) und Angriff der Lederhosenzombies (2016) handelt es sich um den dritten Langspielfilm von Dominik Hartl.

## Rezeption
Andrey Arnold bezeichnete den Film in der Tageszeitung Die Presse als „formal schludrige, aber vergnügliche Genrekost aus Österreich.“ Schauspiel und Dialog seien durchwachsen, allerdings würden die frischen Gesichter dem Film eine sympathische Natürlichkeit verleihen. „Die Kamera bewegt sich, wann und wo sie kann, aber es mangelt an Stabilität. Zuweilen hat man das Gefühl, Bild und Montage seien nicht richtig festgeschraubt. Wohlwollender könnte man sagen, sie ahmen den Dauerschwips der Protagonisten nach.“ Die Spannung würde aber aufrecht bleiben.
derStandard.at nannte die Produktion einen „handwerklich soliden Unterhaltungsfilm: [...] Die Kamera ist sichtlich um Dynamik bemüht, das Erzähltempo gleichermaßen flott, diverse Logiklöcher als genre-immanent gerne zu übersehen.“
Das Lexikon des internationalen Films gibt zweieinhalb von fünf Sternen und schreibt: „Österreichische Variante einschlägiger Slasher-Filme, die die Klischees des Szenarios mit atmosphärischen Bildern, dynamischem Schnitt und eine Spur originellerer Charaktere als üblich kontern will. Trotz effektvoller Momente bleiben aber auch in diesem Genrefilm banale Wendungen und Wiederholungszwang nicht aus.“

## Auszeichnungen und Nominierungen
Österreichischer Filmpreis 2019
- Nominierung für die Beste Maske (Roman Braunhofer und Martha Ruess)
- Nominierung für den Besten Schnitt (Alarich Lenz und Daniel Prochaska)
- Nominierung für das Beste Szenenbild (Johannes Salat und Pia Jaros)

Romyverleihung 2019
- Nominierung in der Kategorie Beste Bildgestaltung Kinofilm (Thomas Kiennast)[12]